# Zahořanský potok (Zubřina)
Der Zahořanský potok, am Oberlauf Starý potok (deutsch Sahorschaner Bach) ist ein rechter Zufluss der Zubřina in Tschechien.

## Verlauf
Der Zahořanský potok entspringt nordwestlich von Chodská Lhota bzw. östlich von Vítovky in der Všerubská vrchovina. Seine Quelle befindet sich am nördlichen Fuße des Chlumek, auch Německá hora (Deutscher Berg; 644 m n.m.) bzw. südwestlich der Dobrá hora (641 m n.m.). Einen knappen Kilometer südwestlich liegt die Quelle der Kouba/Chamb. An seinem nach Nordwesten führenden Oberlauf wird der Zahořanský potok nach 500 Metern am Haltepunkt Chodská Lhota von der Bahnstrecke Janovice nad Úhlavou–Domažlice überquert. Danach fließt der Bach über Hluboká, Brnířov, Kdyně, Prapořiště, Na Kobyle, Bílý Mlýn, Váchalovský Mlýn und Kout na Šumavě durch die Kdyňská brázda (Neugedeiner Furche). Danach erreicht der Zahořanský potok die Chodská pahorkatina und wird bei Nový Dvůr im Teich Novodvorský rybník gestaut. Sein weiterer Lauf führt mit nördlicher Richtung vorbei an Levcův Mlýn, Moravcův Mlýn, Zahořany, Sedlice, Husmankův Mlýn, Byšensko und Na Ovčíně. Nach 14,1 Kilometern mündet der Zahořanský potok südwestlich von Radonice in die Zubřina.
Zwischen 2012 und 2013 entstand am Kilometer 3,3 des Zahořanský potok bei Zahořany mittels eines 3,5 m breiten und 171 m langen Erdschüttdammes der Hochwasserpolder Poldr Zahořany.
Zwischen Chodská Lhota und Kout na Šumavě folgt die Bahnstrecke Janovice nad Úhlavou–Domažlice dem Lauf des Baches.

## Zuflüsse
- Starecký potok (l), bei Prapořiště
- Kojetický potok (r), bei Na Kobyle
- Novodvorský potok (r), bei Starý Dvůr im Novodvorský rybník
- Koutský potok (l), unterhalb von Nový Dvůr
- Oprechtický potok (r), unterhalb von Nový Dvůr
- Spáňovský potok (l), bei Spáňov
- Stanětický potok (r), in Zahořany

## Durchflossene Teiche
- Novodvorský rybník zwischen Kout na Šumavě und Nový Dvůr